# Wifebeater (catch)
Matthew Prince (né le 12 novembre 1980 à Dallas) est un Marine et un catcheur américain à la retraite, plus connu sous le nom de Wifebeater. Il travaille à la Combat Zone Wrestling de 1999 à 2004. Lors de ses apparitions, il a l'habitude d'être habillé d'un débardeur et d'un jeans et d'utiliser une débroussailleuse dans le ring et, parfois, sur ses adversaires.

## Carrière
Wifebeater débute à la Combat Zone Wrestling en août 1999, lors du show Pyramid of Hell dans lequel il perd face à Trent Acid. En septembre, il bat Nick Gage pour remporter son premier titre de champion du monde. Il conserve le titre jusqu'en décembre, lorsqu'il le perd contre John Zandig. Prince sera encore champion du monde deux fois et vainqueur du Iron Man Championship quatre fois. Il s'associera avec Justice Pain pour forme le H8 Club et remporter la World Tag Team Championship. Wifebeater et Justice Pain perdent leurs titres face à Nick Gage et Nate Hatred qui se diront aussi faire partie du H8 Club. Par la suite, l'équipe se sépare et commence une feud. Elle se termine lors du Cage of Death III lors duquel Pain bat Wifebeater. En 2001, il fera partie de la stable « Big Dealz » avec John Zandig, Nick Mondo, Jun Kasai, Z-Barr et Trent Acid.
En 2002, Wifebeater gagne le premier CZW Tournament of Death en battant Nick Mondo en finale. Il annonce prendre sa retraite après un match en novembre, mais revient en novembre 2013 pour rejoindre l'équipe de John Zandig lors du Cage of Death V. En 2004, il remporte la troisième édition de la Cage of Death en battant Necro Butcher en finale. La même année, Justice Pain fait son retour et les deux reforment le H8 Club. Ils ciblent le H8 Club rival de Gage et Hatred et s'affrontent dans ce qui sera le dernier match « officiel » de Wifebeater à la CZW en décembre lors de Cage of Death 6. Cette nuit-là, Justice Pain le trahit. 
Par la suite, Prince fait quelques apparitions sporadiques dans la fédération. Il participe notamment à attaquer les catcheurs de la Ring of Honor lors d'une bagarre générale entre les deux fédérations au début de l'année 2006 lors du spectacle Arena Warfare de la ROH. Il participe à son dernier show, Trapped de la CZW, en août 2006 en remplacement de J.C. Bailey (en) pour un Cage of Death match contre Danny Havoc.

## Championnats remportés
- Big Japan Pro Wrestling
  - BJW Tag Team Champion avec Justice Pain[6]
- Combat Zone Wrestling
  - 1 fois CZW Death Match Champion[7]
  - 4 fois CZW Iron Man Champion
  - 3 fois CZW World Heavyweight Champion[8]
  - 1 fois CZW World Tag Team Champion avec Justice Pain[9]
  - 2 fois vainqueur du Tournament of Death (1re et 3e édition)[10]
  - Match de l'année contre Nick Mondo en 2002[réf. nécessaire]
  - Membre du CZW Hall of Fame (introduit en 2009)[11]